# ميكيل مارتينيز
ميكيل مارتينيز (بالإسبانية: Miquel Martínez Moya) (28 يونيو 1984 بيرغا إسبانيا - ) هو لاعب كرة قدم إسباني يلعب كلاعب وسط.

## روابط خارجية
- ميكيل مارتينيز على موقع قاعدة بيانات كرة القدم.إي يو (الإنجليزية)
- ميكيل مارتينيز على موقع Soccerway.com (الإنجليزية)